# 阴阳家
陰陽家，是中國东周戰國中期以提倡陰陽五行，列為“九流”之一。主要代表人互對立的方面，「一陰一陽之謂道」（《周易·繫辭傳》），莊子將之定義為「氣所包觀」（司馬遷《史記·孟子荀卿列傳》）。

## 典史記載
陰陽與陰陽家在史載上難以明確次第，但其學說卻深植在中國哲學諸子百家與後繼之學。大約在東周戰國中期發展︰
- 鄒衍以“大九州說”和“五德終始說”。
  - 「五行」最早見於《尚書·洪範》：「五行：一曰水，二曰火，三曰木，四曰金，五曰土。」戰國時五行說相當流行，有相生相克即“木生火、火生土、土生金、金生水、水生木”和“水克火、火克金、金克木、木克土、土克水”的觀點。陰陽家以五行為五德，認為歷史朝代的嬗變即遵守五行相生相克之道，是為‘五德終始說’。
- 稷下學派中的黃老派和管仲派等又有新發展。
- 接著呂不韋及其所主編的《呂氏春秋》從陰陽氣數與天象、五行與物候和人事、世界圖式的和步整合等方面予以完善。
- 最後是劉安及其主編的《淮南子》，再將道分陰陽的宇畝圖式與五行生剋的社會體系進行整合，這樣陰陽家才正式確立。
- 司馬遷稱鄒衍“稱引天地剖判以來，五德轉移，治各有宜，而符應若茲”（《史記·孟子荀卿列傳》）。
- 以五行相克的迴圈變化決定歷史朝代的更替，如夏、商、周三代之變，就是金（商）克木（夏）、火（周）克金（商），秦漢統治者均以此為自己統治的合理性尋找根據，對後世特別是漢代有很大影響。
- 《漢書·藝文志》云：「陰陽家者流，蓋出於羲和之官，敬順昊天，曆象日月星辰，敬授民時，此其所長也。」

## 流派發展
陰陽家學派在魏晉以後已不復存在。《漢書·藝文志》著錄陰陽家著作「二十一家，三百六十九篇」，都沒有流傳下來。但是從董仲舒的《春秋繁露》還可以看到一些關於陰陽家的學說內容。
阴阳家的“阴阳”和“五行”等思想在战国时期与道家、方仙道思想合并形成黄帝学派，在汉朝时融合老子的学说形成黄老道，后逐渐演变成现在的道教。
而陰陽家在中國思想發展的重要性，則是具體化了自然世界對於人事的影響。這種想法，還可以在現在的黃曆或是農書、農民曆裏看到。
今日部分傳統民俗療法、風水師、堪輿師、中醫、算命、占卜、擇日者等強調「五行(金木水火土)相生、五行相剋」來養生、定命的說法也是陰陽家的餘留。

## 維基參考
- 陰陽
- 五德終始說
- 方士、道士、巫覡、陰陽師